# Lijst van afleveringen van Welcome Back, Kotter
Dit is een lijst met afleveringen van de Amerikaanse televisieserie Welcome Back, Kotter. De serie telt 4 seizoenen. Een overzicht van alle afleveringen is hieronder te vinden.

## Seizoen 1
| Nr. | Titel aflevering                | Uitzenddatum VS   |
| --- | ------------------------------- | ----------------- |
| 1   | The Great Debate                | 9 september 1975  |
| 2   | Basket Case                     | 16 september 1975 |
| 3   | Welcome Back (Pilot)            | 23 september 1975 |
| 4   | Whodunnit?                      | 30 september 1975 |
| 5   | The Election                    | 7 oktober 1975    |
| 6   | No More Mr. Nice Guy            | 14 oktober 1975   |
| 7   | Classroom Marriage              | 21 oktober 1975   |
| 8   | One of Our Sweathogs Is Missing | 28 oktober 1975   |
| 9   | Mr. Kotter, Teacher             | 4 november 1975   |
| 10  | The Reunion                     | 18 november 1975  |
| 11  | Barbarino's Girl                | 25 november 1975  |
| 12  | California Dreamin'             | 2 december 1975   |
| 13  | Arrividerci, Arnold             | 16 december 1975  |
| 14  | The Longest Weekend             | 6 januari 1976    |
| 15  | The Sit-In                      | 13 januari 1976   |
| 16  | Follow the Leader               | 20 januari 1976   |
| 17  | Follow the Leader: Part 2       | 22 januari 1976   |
| 18  | Dr. Epstein, I Presume          | 29 februari 1976  |
| 19  | One Flu Over the Cuckoo's Nest  | 5 februari 1976   |
| 20  | The Telethon                    | 12 februari 1976  |
| 21  | Kotter Makes Good               | 19 februari 1976  |
| 22  | Father Vinnie                   | 26 februari 1976  |

## Seizoen 2
| Nr. | Titel aflevering                        | Uitzenddatum VS   |
| --- | --------------------------------------- | ----------------- |
| 1   | Career Day                              | 23 september 1976 |
| 2   | Inherit the Halibut                     | 30 september 1976 |
| 3   | Sweatside Story                         | 7 oktober 1976    |
| 4   | The Fight                               | 21 oktober 1976   |
| 5   | The Museum                              | 28 oktober 1976   |
| 6   | Gabe Under Pressure                     | 4 november 1976   |
| 7   | Sweathog, Nebraska Style                | 11 november 1976  |
| 8   | Sadie Hawkins Day                       | 18 november 1976  |
| 9   | Hello Ms. Chips                         | 2 december 1976   |
| 10  | Horshack vs. Carvelli                   | 9 december 1976   |
| 11  | Sweathog Clinic for the Cure of Smoking | 16 december 1976  |
| 12  | Hark, the Sweatkings                    | 23 december 1976  |
| 13  | A Love Story                            | 30 december 1976  |
| 14  | Caruso's Way                            | 6 januari 1977    |
| 15  | Sweatgate Scandal                       | 13 januari 1977   |
| 16  | Kotter and Son                          | 20 januari 1977   |
| 17  | Chicken a la Kotter                     | 27 januari 1977   |
| 18  | Has Anyone Seen Arnold?                 | 3 februari 1977   |
| 19  | There Goes Number 5                     | 3 februari 1977   |
| 20  | The Littlest Sweathog                   | 10 februari 1977  |
| 21  | Radio Free Freddie                      | 17 februari 1977  |
| 22  | I'm Having Their Baby                   | 24 februari 1977  |
| 23  | I Wonder Who's Kissing Gabe Now         | 3 maart 1977      |

## Seizoen 3
| Nr. | Titel aflevering                               | Uitzenddatum VS   |
| --- | ---------------------------------------------- | ----------------- |
| 1   | Sweathog Back-to-School Special                | 10 september 1977 |
| 2   | And Baby Makes Four: Part 1                    | 15 september 1977 |
| 3   | And Baby Makes Four: Part 2                    | 15 september 1977 |
| 4   | And Baby Makes Four: Part 3                    | 22 september 1977 |
| 5   | Brother, Can You Spare a Million?              | 29 september 1977 |
| 6   | Just Testing                                   | 13 oktober 1977   |
| 7   | The Deprogramming of Arnold Horshack           | 13 oktober 1977   |
| 8   | What a Move                                    | 20 oktober 1977   |
| 9   | A Novel Idea                                   | 3 november 1977   |
| 10  | Barbarino in Love: Part 1                      | 3 november 1977   |
| 11  | Barbarino in Love: Part 2                      | 10 november 1977  |
| 12  | Kotter for Vice Principal                      | 17 november 1977  |
| 13  | Swine and Punishment                           | 8 december 1977   |
| 14  | Epstein's Madonna                              | 8 december 1977   |
| 15  | Sweathog Christmas Special                     | 5 januari 1978    |
| 16  | Sweatwork                                      | 19 januari 1978   |
| 17  | Meet Your New Teacher: Batteries Not Included  | 5 januari 1978    |
| 18  | Angie                                          | 22 december 1977  |
| 19  | Epstein's Term Paper                           | 19 januari 1978   |
| 20  | There's No Business Like Show Business: Part 1 | 26 januari 1978   |
| 21  | There's No Business Like Show Business: Part 2 | 2 februari 1978   |
| 22  | What Goes Up                                   | 23 februari 1978  |
| 23  | Good-bye Mr. Kripps                            | 16 februari 1978  |
| 24  | Horshack and the Madame X                      | 18 mei 1978       |
| 25  | The Kiss                                       | 9 maart 1978      |
| 26  | The Return of Hotsy Totsy                      | 11 mei 1978       |
| 27  | Class Encounters of the Carvelli Kind          | 18 mei 1978       |

## Seizoen 4
| Nr. | Titel aflevering                  | Uitzenddatum VS   |
| --- | --------------------------------- | ----------------- |
| 1   | The Drop-Ins: Part 1              | 11 september 1978 |
| 2   | The Drop-Ins: Part 2              | 11 september 1978 |
| 3   | Beau's Jest                       | 18 september 1978 |
| 4   | Don't Come Up and See Me Sometime | 11 september 1978 |
| 5   | Once Upon a Ledge                 | 2 oktober 1978    |
| 6   | The Sweatmobile                   | 9 oktober 1978    |
| 7   | Barbarino's Boo-boo               | 21 oktober 1978   |
| 8   | X-Rated Education                 | 28 oktober 1978   |
| 9   | The Barbarino Blues               | 4 november 1978   |
| 10  | Washington's Clone                | 11 november 1978  |
| 11  | Frog Day Afternoon                | 9 oktober 1978    |
| 12  | A Little Fright Music             | 2 december 1978   |
| 13  | A Winter's Coat Tale              | 16 december 1978  |
| 14  | Bride and Gloom                   | 13 januari 1979   |
| 15  | Barbarino's Baby                  | 3 februari 1979   |
| 16  | The Good-bye Guy                  | 10 februari 1979  |
| 17  | Come Back, Little Arnold          | 24 februari 1979  |
| 18  | The Sweat Smell of Success        | 3 maart 1979      |
| 19  | The Gang Show                     | 17 maart 1979     |
| 20  | Oo, Oo, I Do: Part 1              | 25 mei 1979       |
| 21  | Oo-Oo, I Do: Part 2               | 25 mei 1979       |
| 22  | I'm Okay, But You're Not          | 1 juni 1979       |
| 23  | The Breadwinners                  | 8 juni 1979       |